# Hölle (Gemeinde Wiesmath)

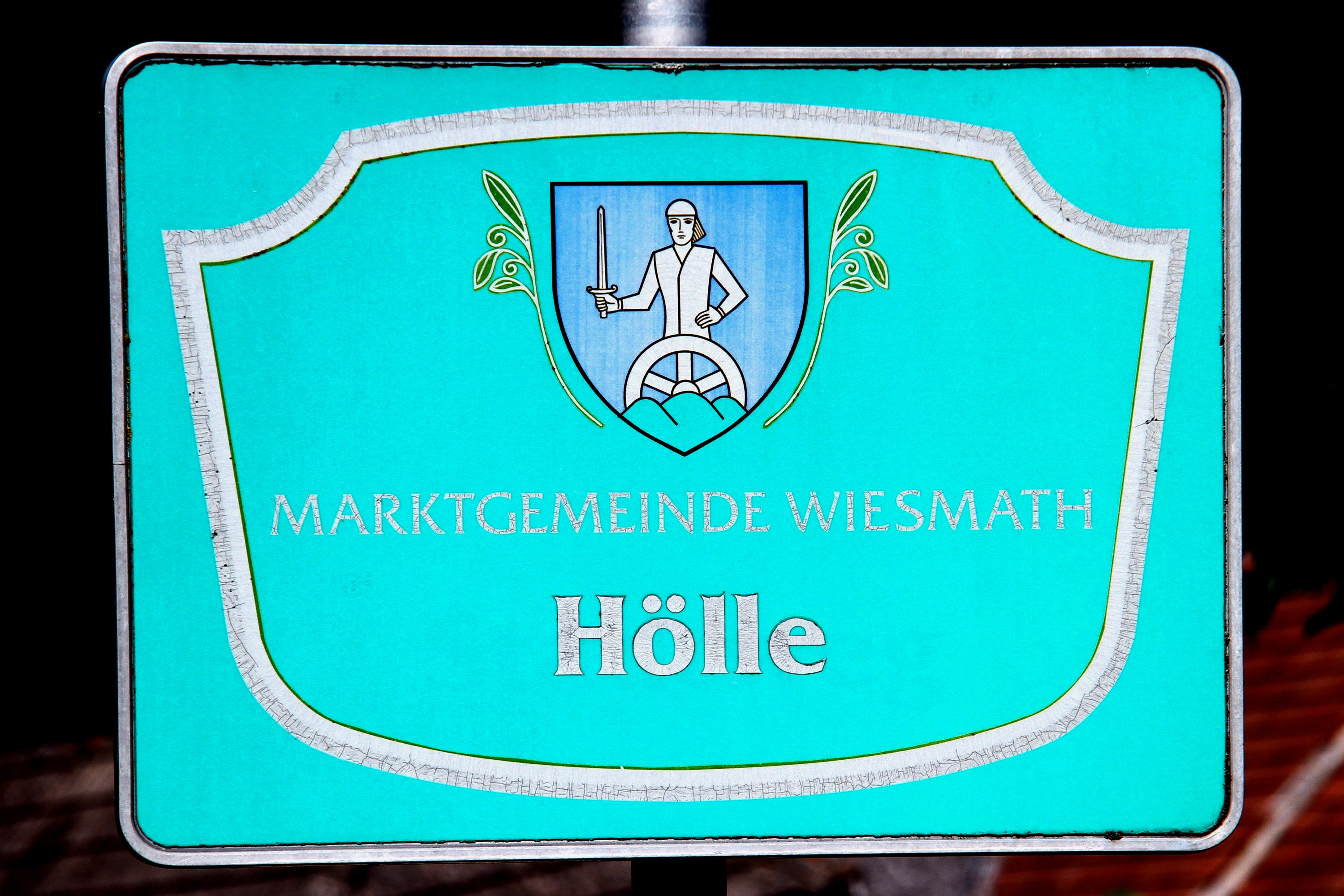
Ortstafel von Hölle

Die Hölle ist eine Rotte der Marktgemeinde Wiesmath im Bezirk Wiener Neustadt-Land in Niederösterreich liegt.

## Geografie
Die Rotte Hölle liegt in der Buckligen Welt im niederösterreichischen Industrieviertel.

## Ortsname
Eine ältere Schreibweise des Ortsnamens ist „Höll“. In der Josephinischen Landesaufnahme wird der Ort auch „in der hell“ genannt.
Die Rotte Hölle liegt in einem warmen, fast windstillen Talkessel, was ihr wahrscheinlich ihren Namen gab.

## Sehenswürdigkeiten
- Bildstöcke